# 福勝寺
福勝寺（ふくしょうじ）は、京都市上京区にある真言宗善通寺派の寺院。山号は竹林山。本尊は薬師如来。通称は「峰薬師」「ひょうたん寺」と呼ばれている。本堂には洛陽三十三所観音霊場第29番札所本尊の聖観音も祀られている。

## 歴史
弘法大師により河内国古市郡中村（現・大阪府羽曳野市）に創建されたが、後に衰退した。
その後、正嘉年間（1257年 - 1259年）に覚済僧正（別名・山本僧正）によって、京都油小路五条坊門に再建された。以降、3度の移転を経て現在地に至る。
年中行事として、弘法大師が唐で恵果和上により伝授された如意宝珠と歓喜天の秘法でもって、大寒より7日間行い祈祷された瓢箪を節分会に授与する。歴代の天皇より帰依を受けたが、特に後陽成天皇と後西天皇により勅願寺とされている。後西天皇より「観世音菩薩」の名号と紫宸殿の左近の桜の分木を下賜され、「桜寺」と呼ばれている。
また、当寺の本尊である薬師如来、通称「峰薬師」は、愛知県新城市の鳳来寺の薬師如来と同木同作であり利修仙人の作と伝わっている。鎌倉時代に奈良の東大寺大仏の再建に際し、重源の所有となって共に諸国を遍歴した後、当寺に奉安されたとされる。

## 境内
- 本堂
- 十三重石塔
- 庫裏
- 山門

## 前後の札所
洛陽三十三所観音霊場
28 壬生寺塔頭中院　-　29 福勝寺　-　30 椿寺地蔵院
京都十二薬師霊場
5 地福寺　-　6 福勝寺　-　7 雙林寺
通称寺の会（ひょうたん寺）